# Trollywood
Trollywood es el nombre informal para un centro de producción cinematográfico y de series de televisión ubicado en Trollhättan, en el suroeste de Suecia. La compañía de producción Film i Väst ubicó su sede principal en este centro cinematográfico desde 1995 y para la fecha es el centro de cine más importante de Suecia, adelantando al Instituto Sueco del Cine y las producciones realizadas en Estocolmo, la capital del país. Además Trollywood busca convertirse en el principal centro cinematográfico de Europa.

## Nicho del cine
Entre las películas filmadas allí se incluyen:
Fucking Åmål, Dancer in the Dark, Dogville, Manderlay y todas las películas producidas por Film i Väst. Actualmente en este sector se produce más de la mitad de los largometrajes de películas suecas y un importante número a nivel europeo e internacional.
La ciudad de Trollhättan con su nicho del cine Trollywood', busca convertirse en el principal región cinematográfica de Europa del Norte. Para la fecha ha recibido importantes estrellas internacionales de fama mundial como son: Lauren Bacall, Catherine Deneuve, Nicole Kidman, James Caan, Chloë Sevigny y Ben Gazzara, mientras ha recibido de procedencia sueca a Stellan Skarsgård, Peter Stormare y Harriet Andersson. La mayoría de ellos, hoy día, conservan una estrella en el llamado Paseo de la Fama de Trollhättan.
Lukas Moodysson, guionista y director de cine sueco, comentó en el 2008 con respecto a las producciones realizadas en Trollywood:

"Me encanta Trollhättan, es el mejor lugar del mundo. Es mi casa profesional. Siento ansiedad por el rendimiento [de las producciones] cuando tomo el tren desde mi casa en Malmö, pero mientras más me acerco a la estación de Trollhättan, mejor me siento"
Traducción del idioma sueco
Lukas Moodysson

"Jag älskar Trollhättan det är världens bästa ställe. Det är mitt professionella hem. Jag kände prestationsångest när jag tog tåget hit från mitt hem Malmö, men ju närmare jag kom Trollhättans station desto bättre kändes det"
Lukas Moodysson

Además en la ciudad se realizan seminarios anuales organizados por Film i Väst y Natverkstan, donde se invitan cineastas, productores y científicos de toda Europa, Estados Unidos y del mundo. Durante el evento se discuten temas de actualidad sobre la cultura y la sociedad.

## Otros centros cinematográficos
Entre otros centros de producción cinematográfica, destacan:
| - Hollywood - Bollywood | - Kollywood - Nollywood | - Dhallywood |